# Lapplands landskapsvapen (Finland)

Landskapsvapen av det historiska landskapet Lappland i Finland.

Lapplands landskapsvapen skapades för det historiska landskapet Lappland av Finland under den Sveriges tid i Finland. Vapnet har övertagits oförändrat av det moderna landskapet Lappland, trots att detta har en större utsträckning och även omfattar den nordligaste delen av det historiska Österbotten.

## Historik
Vapnet är väldigt likt vapnet för Sveriges Lappland, nästan den enda skillnaden ligger i tinkturerna (färgerna). Medan Finlands Lappland har en naturfärgad vildman i rött fält, har Sveriges Lappland en röd vildman i fält av silver. Det finländska vapnet har också en krona. Före freden i Fredrikshamn (1809) var de båda Lappland ett och samma landskap. Tinkturförändringarna beror från början förmodligen på att man i gamla tider ibland använde fel tinkturer när man framställde bilder av vapen. Eftersom Finland och Sverige numera är skilda länder, har man låtit tinkturskillnaden bestå för att på ett praktiskt sätt kunna skilja de båda Lappland åt heraldiskt även om de språkligt har samma namn.

## Blasonering
Blasonering på svenska: "I rött fält en naturfärgad vildman med grön krans på huvudet och kring länderna, hållande en på högra axeln vilande klubba av guld. Skölden krönes med grevskapets krona."
Eftersom Finland är ett tvåspråkigt land, finns det också en officiell finskspråkig variant av blasoneringen.